# وارنرسبورغ (إلينوي)
وارنرسبورغ (بالإنجليزية: Warrensburg)‏ هي معلم جغرافي تقع في الولايات المتحدة في إلينوي. يقدر عدد سكانها بـ 1,289 نسمة .

## الموقع الجغرافي
الموقع الجغرافي للمناطق المحيطة بهذه النقطة هو كالتالي: